# SG Pforzheim/Eutingen
Die SG Pforzheim/Eutingen (Sportgemeinschaft Pforzheim/Eutingen e. V.) ist ein Handballverein aus Pforzheim im Nordwesten Baden-Württembergs. Die erste Herrenmannschaft des Vereins spielt aktuell in der 3. Liga Staffel Süd.

## Vereinsgeschichte
Die SG Pforzheim/Eutingen wurde 2007 gegründet. Der Verein versteht sich als Nachfolgeverein einer Handballspielgemeinschaft der beiden Vereine TV Eutingen und TB Pforzheim; diese ursprünglichen „Muttervereine“ wurden beide 1879 gegründet. Deren Spielgemeinschaft wurde 1996 beschlossen, 2007 aber wieder aufgelöst. Seither besteht der Verein selbständig, jedoch in enger Partnerschaft mit dem TV Eutingen; alle Mitglieder der SG sind gleichzeitig Mitglieder des TV Eutingen. Dieser speziellen Form der Vereinspartnerschaft stimmte der Badische Handball-Verband 2008 zu, damit war der Weg frei, alle Mannschaften der SG in ihren jeweiligen Spielklassen unter dem Vereinsnamen SG Pforzheim/Eutingen an den Start gehen zu lassen.

## Herrenmannschaft
Die ursprüngliche Spielgemeinschaft TB Pforzheim/TV Eutingen war schnell erfolgreich gewesen: dem Aufstieg in die Badenliga 1999 folgte zwei Jahre später 2001 der Aufstieg in die Oberliga Baden-Württemberg. 2004 gelang der bis dahin größte Erfolg der SG: die erste Herrenmannschaft stieg in die damalige Regionalliga auf – nach einem viel versprechenden fünften Platz in der Abschlusstabelle der Südstaffel in der Saison 2004/05 folgte aber in der nächsten Spielzeit der Abstieg.
Der Aufstieg in die 3. Liga gelang 2010, auch da aber konnte die Klasse nicht gehalten werden. Die SG scheiterte in der Saison 2010/11 knapp unter den verschärften Abstiegsbedingungen nach der Ligastrukturreform des DHB in der ersten Saison dieser neuen dritthöchsten Spielklasse des deutschen Handballs. 2016 gelang der Mannschaft die Rückkehr in die 3. Liga. Nach nur einer Saison stieg die SG Pforzheim/Eutingen wiederum ab. In der Saison 2021/22 erreichte man die Finalrunde der Qualifikation zur 2. Bundesliga. Verpasste jedoch den Aufstieg.

## Damenmannschaft
In der Zeit von 2007 bis 2017 bildete der TB Pforzheim eine Handballspielgemeinschaft mit der TG 88 Pforzheim als HSG TB/TG Pforzheim.
 HSG TB/TG 88 Pforzheim
- Aufstieg in die 3. Liga Handball Frauen 2013
- Vizemeister Oberliga Baden-Württemberg 2013

## Jugend
Größter Erfolg im Jugendbereich war der Staffelsieg der männlichen A-Jugend in der Südstaffel der A-Jugend-Bundesliga in der Saison 2010/11.

## Bekannte ehemalige Spieler
- Patrick Groetzki (Jugend)
- Marc Nagel
- Sascha Pfattheicher (Jugend)
- Bastian Rutschmann
- Roko Peribonio (Jugend)
- Felix Schmidl
- Tim Ganz
- Felix Lobedank